# IC 4163
IC 4163 је галаксија у сазвјежђу Береникина коса која се налази на листи објеката дубоког неба у Индекс каталогу.
Деклинација објекта је + 20° 46' 16" а ректасцензија 13h 5m 7,9s. Привидна величина (магнитуда) објекта IC 4163 износи 15,8 а фотографска магнитуда 16,6. IC 4163 је још познат и под ознакама NPM1G +21.0340, PGC 1635544.